# Чок
Чок — в огнестрельном гладкоствольном оружии — дульное сужение (или раструб), необходимое для уменьшения или увеличения рассеивания дроби при выстреле. Если сужение выполнено в виде насадки на дуло, такую насадку как правило называют чок, если дульное сужение выполнено специальной сверловкой ствола, то применяется термин чок-бор.
Понятия чок условны. В одном случае чок определяется как дульное сужение 1 мм, в другом — 0,75—1,0 мм, в третьем — 0,9 мм. Величина кучности не всегда определяется только абсолютной величиной дульного сужения, а во многом зависит от формы чока. Следует помнить, что ни обозначение дульных сужений, ни их абсолютные величины не дадут ответа на вопрос, какую кучность боя может показать данный ствол. Только проверка боя на стенде по мишени может дать ответ, какую кучность боя обеспечивает то или иное дульное сужение с тем или иным номером дроби.
Встречаются также ружья, у которых чок имеет нарезку — так называемые «парадоксы».
Также встречаются, хотя и редко, ружья с регулируемым чоком.

## Насечки на насадках
- I Full choke — полный чок 1.0 мм
- II Imp. Modified — слабый чок 0.75 мм
- III Modified — получок 0.5 мм
- IIII Imp. Cylinder — слабый получок 0.25 мм
- Насечек нет Cylinder — цилиндр 0.0 мм

## Величина дульного сужения для ружья 12-го калибра
| сверловка         | размер сужения, мм | размер сужения, дюймы |
| ----------------- | ------------------ | --------------------- |
| раструб           | расширение 0,25    | расширение .005       |
| цилиндр           | 0,00               | .005                  |
| цилиндр с напором | 0,12               | .010                  |
| слабый получок    | 0,25               | .015                  |
| получок           | 0,50               | .020                  |
| усиленный получок | 0,63               | .025                  |
| слабый чок        | 0,76               | .030                  |
| чок (полный чок)  | 0,89               | .035                  |
| усиленный чок     | 1,01               | .040                  |
| чок с напором     | 1,14               | .045                  |

## Назначение дульных насадок
- Слабый получок или цилиндр с напором — сужение до 0,25, обеспечивает кучность боя 40-45 % при стрельбе любыми номерами дроби и картечи. Может применяться для стрельбы пулями всех типов.
- Получок — сужение до 0,5. Кучность боя 50-55 %. Допускает использование дроби и картечь всех размеров и всех типов пуль, но при снаряжении патронов круглой пулей необходимо убедиться, что она свободно проходит через дульное сужение. При стрельбе круглой пулей с поясками (пуля «Спутник») или в полиэтиленовом контейнере зазор между стенками ствола и телом (не поясками) пули должен быть не менее 0,5 мм. Это условие следует соблюдать при стрельбе круглой пулей из ствола с любыми чоковыми сужениями.
- Средний чок или чок ¾ — сужение до 0,75. Позволяет получить кучность боя 55-60 %. Как и получок, пригоден для стрельбы любой дробью, картечью и пулями. Круглая пуля должна свободно проходить через дульное сужение.
- Полный чок — сужение до 1. Кучность боя средними и мелкими номерами дроби достигает 60-70 %. Показатели боя крупной дробью и картечью неустойчивы, при стрельбе ими уменьшается постоянство боя от выстрела к выстрелу и ухудшается характер осыпи (увеличиваются «окна» между дробинами). Возможна стрельба специальными пулями и круглой пулей с соблюдением всех указанных выше предосторожностей.
- Сильный чок — сужение до 1,25. Используется главным образом в спортивном оружии для стрельбы дробью не крупнее № 7 на большие дистанции (второй выстрел на траншейном стенде). Обеспечивает кучность боя до 85 %. Крупной дробью и картечью бьёт неудовлетворительно. Стрельба пулями не допускается, так как может привести к раздутию и разрыву ствола.
  - Для стрельбы на расстоянии 10-20 м мелкой дробью (главным образом для спортивной стрельбы на круглом стенде) применяется сверловка ствола с раструбом, а точнее с преддульным расширением и последующим дульным сужением. Это устройство в результате прорывов газа в дробовой «снаряд» обеспечивает широкую и ровную осыпь дроби.
- Нарезные чоки («парадоксы») предназначены для стрельбы специально изготовленными пулями по крупному зверю на расстояние до 150 м. Дробью «парадоксы» бьют как получоки, а иногда дают и худшие результаты.